# Ordona
Ordona ist eine italienische Gemeinde mit 3063 Einwohnern (Stand 31. Dezember 2023) in der Provinz Foggia in Apulien. Die Gemeinde liegt etwa 20 Kilometer von Foggia entfernt.

## Geschichte
Ordona geht auf die antike Stadt Herdonia zurück, die einstmals Bischofssitz war und heute als Titularbistum Erdonia der römisch-katholischen Kirche geführt wird. Sie war Schauplatz von Auseinandersetzungen während der Punischen Kriege, insbesondere 212 und 210 v. Chr., als es zu Schlachten zwischen den Römern und den Karthagern unter Hannibal kam.

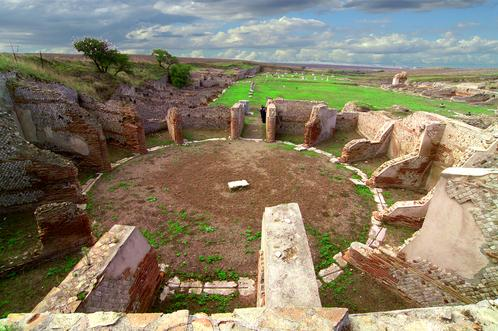
Überreste des Macellums

Die Geschichte der modernen Ortschaft Ordona beginnt erst viel später. Eine größere Siedlung entstand erst im 17./18. Jahrhundert.

## Persönlichkeiten
- Paolo Bianco (* 1977), Fußballspieler (Verteidiger), in Ordona aufgewachsen